# دیگرخزندگان
دیگرخزندگان (نام علمی: Allosauridae) یک خانواده از دایناسورهای ددپا گوشت‌خوار هستند که در پایان دوره ژوراسیک در آمریکای شمالی، اروپا و احتمالاً آفریقا زندگی می‌کردند. دیگرخزندگان یک آرایه قدیمی از ددپایان است که در سال ۱۸۷۸ توسط اتنیل چارلز مارش دیرینه‌شناس آمریکایی ابداع شد.